# Jean-Paul Lilienfeld
Jean-Paul Lilienfeld (17 de julho de 1962) é um ator e cineasta francês.